# Inside Out (album de Kat DeLuna)
Pour les articles homonymes, voir Inside Out.
Albums de Kat DeLuna
9 Lives
(2007) Viva
(2011)
Singles
Inside Out est le deuxième album de la chanteuse RnB Kat DeLuna. Il est sorti le 5 novembre 2010 en Belgique.

## Liste des titres[1]
1. Push Push (featuring Akon) — 3:12
2. Party O'Clock — 3:34
3. Dancing Tonight — 3:26
4. Be There — 3:52
5. Like We Famous — 3:34
6. One Foot Out of the Door — 3:41
7. All in My Head — 3:40
8. Rock the House — 2:55
9. Calling You — 3:14
10. Unstoppable (featuring Lil Wayne) — 3:48
11. No Me Olvides — 3:43
12. Muevete Muevete — 3:26

## Classement des ventes
| Pays                          | Meilleure position |
| ----------------------------- | ------------------ |
| Belgique francophone          | 76                 |
| Belgique néerlandophone       | 16                 |
| France (Top Albums)           | 114                |
| France (Top Albums Physiques) | 87                 |